# Раковський Сергій Валерійович
Сергі́й Вале́рійович Рако́вський (нар. 17 липня 1986, Херсонська область — пом. 29 липня 2022, селище Оленівка, Донецької області) — український військовослужбовець, сержант Окремого загону спеціального призначення НГУ «Азов»Національної гвардії України, учасник російсько-української війни, який відзначився під час відбиття російського вторгнення в Україну і загинув у полоні внаслідок терористичного акту, вчиненого в ніч проти 29 липня 2022 року російськими окупаційними військами на території колишньої Волноваської виправної колонії № 120. Кавалер ордена «За мужність»  ІІ та ІІІ ступеня (2022 р.).

## Життєпис
Народився 17 липня 1986 року на Херсонщині.
Після закінчення 11 класів середньої школи Сергій поїхав у Каховку, де в училищі навчався на кухаря-кондитера. Спочатку працював за спеціальністю, потім — на автозаправках. 2006 року влаштувався на підприємство «Херсон-авіа», де випускали легкомоторні літаки, але внаслідок роботи зі смолою, якою вкривали крила літаків, у нього почалася екзема (запальне захворювання шкіри) і за рекомандацією лікарів звільнився. 
У березні 2013 року Сергій пішов служити до 16-го окремого батальйону внутрішніх військ МВС України (в/ч 3056), дислокованого у Херсоні. 
Від 2014 року, з початком російської окупації Донецької та Луганської областей постійно їздив у відрядження до районів проведення АТО, місяцями його не було вдома. Під час однієї з ротацій у селі Виноградному, на околиці Маріуполя, познайомився з хлопцями з «Азову» і, за словами матері, був вражений порядком у цьому підрозділі, устроєм та духом побратимства, і незабаром подав рапорт про переведення.
Після проходження «Курсу молодого бійця» вже у квітні 2018 року був зарахований до ОЗСП «Азов». Згодом вступив на заочну форму навчання до Херсонського державного аграрно-економічного університету (за спеціальністю «Агроном»).
На посаді навідника від початку до кінця пройшов кампанію на Світлодарській дузі, діставши контузію під час артдуелі від вибуху снаряду гаубиці Д-30, «прокапався» і знову став в стрій. «Ясон» швидко розвивався в артилерійській справі, був перспективним військовим, кандидатом на посаду головного сержанта взводу. Займався спортом, щоранку бігав по 5 кілометрів.
У лютому 2022 року обіймав посаду командира міномета 2-ї обслуги міномета 2-го мінометного взводу мінометної батареї 1-го батальйону оперативного призначення ОЗСП «Азов». 
|                                                                 | «Ясон» був дуже справедливим і чесним. А ще дуже веселим. Посмішка не сходила з його обличчя. Коли він усміхався, то зверху було видно золотий зуб, і ми завжди його підколювали. Ще запам'ятав «Ясона» тим, що він безмежно любив свого сина Іллю. Постійно про нього говорив, особливо коли до відпустки залишалося зовсім трохи. А як вона наставала — одразу їхав до сина. На війні це був той боєць, на якого завжди можна було покластися. Він спочатку був номером обслуги міномета, потім став навідником, а згодом — командиром мінометного розрахунку. У нього був хороший розрахунок. Крім «Ясона», в ньому були ще четверо хлопців. Один з них — «Лофт», з яким «Ясон» служив ще у Херсоні, а потім майже одночасно прийшли в «Азов». Він теж загинув в Оленівській колонії. А інші й досі у російському полоні. За «Ясона» я міг взагалі не переживати — поставив йому задачу на бойових, він її добре виконає. Дуже відповідальною людиною був Сергій. В Маріуполі я був командиром шести мінометних розрахунків. І розрахунок «Ясона» один з перших прийняв бій у перші дні повномасштабного вторгнення. Хлопці до останнього дня в Маріуполі брали участь у боях. Як вони тоді вижили? Для мене це диво! Щоб ви розуміли, на їхній розрахунок російська авіація робила два заходи. Той район, де вони були, авіація зрівняла з землею. Було таке, що за короткий період «Ясон» отримав кілька контузій. Він приходив у шпиталь, «прокапався», поспав добу і знову ставав у стрій — йшов воювати. Тому ми, коли ще були «Азовсталі», подали його кандидатуру на отримання ордену «За мужність» III ступеня. Разом з «Ясоном» я був в Оленівці. О 22:30 я зробив обхід того бараку, а точніше, якогось технічного приміщення, куди нас вдень перевели. А десь о 23:10 пролунав перший вибух. Він був за територією барака, можливо, на території Оленівки, але я не бачив. Я ще прокинувся, подивився, чи всі цілі. А потім стався вибух у самому бараку. Епіцентр був при вході. Я вже прокинувся від того, що в мене тіло обгоріле і численні уламкові поранення. Ми стали швидко надавати медичну допомогу, відтягувати поранених. Якби наші хлопці не витягували їх, було б набагато більше жертв. На жаль, «Ясон» був серед загиблих… Те, що в Оленівці скоїла росія, — страшний воєнний злочин міжнародного рівня, і я сподіваюся, що світ про це не забуде. Бо це — геноцид українського народу...». |
| — Арсен Дмитрик («Лемко»), колишній командир мінометної батареї | |

### Загибель
Після боїв за Маріуполь і героїчної оборони «Азовсталі» 20 травня 2022 року за наказом вищого військового керівництва заради збереження життя людей Сергій вийшов з побратимами з «Азовсталі» та потрапив у так званий «полон за домовленістю». Утримувався на території колишньої Волноваської виправної колонії № 120, в окупованому селищі Оленівка Кальміуського району Донецької області, де окупанти утворили фільтраційну в’язницю.
У ніч на 29 липня 2022 року загинув у полоні у колонії в Оленівці внаслідок масового вбивства військовополонених, влаштованого окупантами.
Похований з військовими почестями 21 червня 2023 року на Берковецькому кладовищі в Києві.

## Родина
Розведений, залишився син Ілля (на момент серпня 2024 року — 15-річний), а також мама та старший брат.

## Нагороди
- орден «За мужність» ІІІ ступеня (28 липня 2022 року)  — за особисту мужність і самовіддані дії, виявлені у захисті державного суверенітету та територіальної цілісності України, вірність військовій присязі[3].
- орден «За мужність» ІІ ступеня (3 листопада 2023 року, посмертно) — за особисту мужність і самовідданість, виявлені у захисті державного суверенітету та територіальної цілісності України, сумлінне та бездоганне служіння Українському народові[4].
- Почесна відзнака — медаль «За оборону Маріуполя»